# Francesco Vidotto
Francesco Vidotto (Treviso, 2 agosto 1976) è uno scrittore italiano.

## Biografia

### L'infanzia
Il padre Gianni è direttore d'azienda, la madre Angela Coletti è insegnante. 
Trascorre l'infanzia a Tai di Cadore, con i nonni materni, mentre i genitori sono impegnati con il proprio lavoro a Conegliano.

### L'adolescenza e l'età adulta
A quattordici anni si iscrive al liceo scientifico Marconi, di Conegliano.
Durante le scuole superiori fonda un gruppo musicale di rhythm and Blues chiamato I maleducati e lavora in una piccola radio locale, Radio Conegliano, conducendo una trasmissione dal titolo Giovani Antenne Radio. Sette anni più tardi si diploma e parte per il servizio militare: viene arruolato nel 16º Reggimento Alpini a Belluno e si congeda nel 1998. 
Successivamente si iscrive alla facoltà di Economia e Commercio presso l'Università Ca' Foscari di Venezia e si laurea nel 2002. 
Lavora come revisore contabile per la Deloitte, per poi collaborare con un gruppo cartario italiano occupandosi della direzione generale di due stabilimenti in Toscana ed in Emilia Romagna.

### La scrittura
In prima superiore legge La storia infinita: da quel momento s'invaghisce della narrativa e inizia a scoprire centinaia di autori. Tra i suoi romanzieri preferiti figurano Italo Calvino, Stephen King, Andrea De Carlo, Giulio Bedeschi, Juan Rulfo, John Fante ed Hermann Hesse.
L'amore per le parole altrui lo porta a tentare di scriverne delle proprie e così mette insieme una serie di racconti e romanzi brevi, senza mai pensare di pubblicarli fino a quando, nel 2005, su consiglio del regista Pupi Avati e dello scrittore Mauro Corona, decide di tentare di spedire un manoscritto alla casa editrice Rocco Carabba. Da quel momento scrivere storie è diventata la sua vita. È spesso ospite delle trasmissioni Rai Geo e Linea bianca.

## Opere
- Il selvaggio, Lanciano, casa editrice Rocco Carabba, 2005. ISBN 88-88340-66-1
- Signore delle Cime, Lanciano, casa editrice Rocco Carabba, 2007. ISBN 88-95078-14-4
- Siro, Bologna, Minerva, 2011. ISBN 978-88-7381-368-2
- Zoe, Bologna, Minerva, 2012. ISBN 978-88-7381-467-2
- Oceano<, Bologna, Minerva, 2014. ISBN 978-88-7381-596-9
- Fabro[4], Milano, Mondadori, 2016. ISBN 978-88-0467-000-1
- Der Klang eines ganzen Lebens, Colonia, Bastei Lübbe, 2018. ISBN 978-3-431-04100-2 - Traduzione di Fabro.
- Meraviglia[4], Milano, Mondadori, 2017. ISBN 978-88-0467-563-1
- Racconti del vento del nord, Treviso, Michael Edizioni, 2020. ISBN 978-88-96913-69-7 - Illustrato da Paola Stifani[5]
- Il cervo e il bambino, Bologna, Minerva, 2020. ISBN 978-88-3324-261-3
- A ciascuno il proprio dio, Milano, Edizioni Piemme, 2023. ISBN 9788856686289
- Onesto, Milano, Bompiani, 2025. ISBN 9788830138124

## Premi
- Premio Cortina d'Ampezzo per la letteratura di montagna 2011 per Siro[6]
- Premio Civilitas 2011 per Siro[7]
- Premio eLEGGERE LIBeRI di Trento 2013 per Siro
- Premio Latisana per il Nord Est 2015 per Oceano[8]
- Premio Torre Petrosa 2015 per Oceano[9]